# Geografia Włoch

Mapa fizyczna Włoch

Włochy – duże państwo leżące w Europie Południowej, posiadające na swoim terytorium dwie enklawy: San Marino na północy i Watykan na terenie stolicy kraju, Rzymu. Włochy cechuje wyżynny i górzysty krajobraz. Praktycznie cały kraj reprezentuje klimat podzwrotnikowy i roślinność śródziemnomorska. W skład Włoch wchodzą dwie duże wyspy: Sycylia i Sardynia.

## Powierzchnia, położenie i granice
Powierzchnia – 301 268 km², zbliżona do powierzchni Polski.
- 294 020 km² lądu
- 7258 km² wody

Położenie – kraj w południowej Europie, na Półwyspie Apenińskim oraz wyspach Sycylia, Sardynia i innych, nad otwartym Morzem Śródziemnym oraz morzami Liguryjskim, Tyrreńskim, Jońskim i Adriatyckim.
Skrajne punkty: północny 47°05'N, południowy 36°38'N, zachodni 6°38'E, wschodni 18°30'E. Kontynentalna część Włoch, której większość stanowi Półwysep Apeniński kształtem przypomina wysoki but (kozak) o wymiarach 1400 na 175 km.

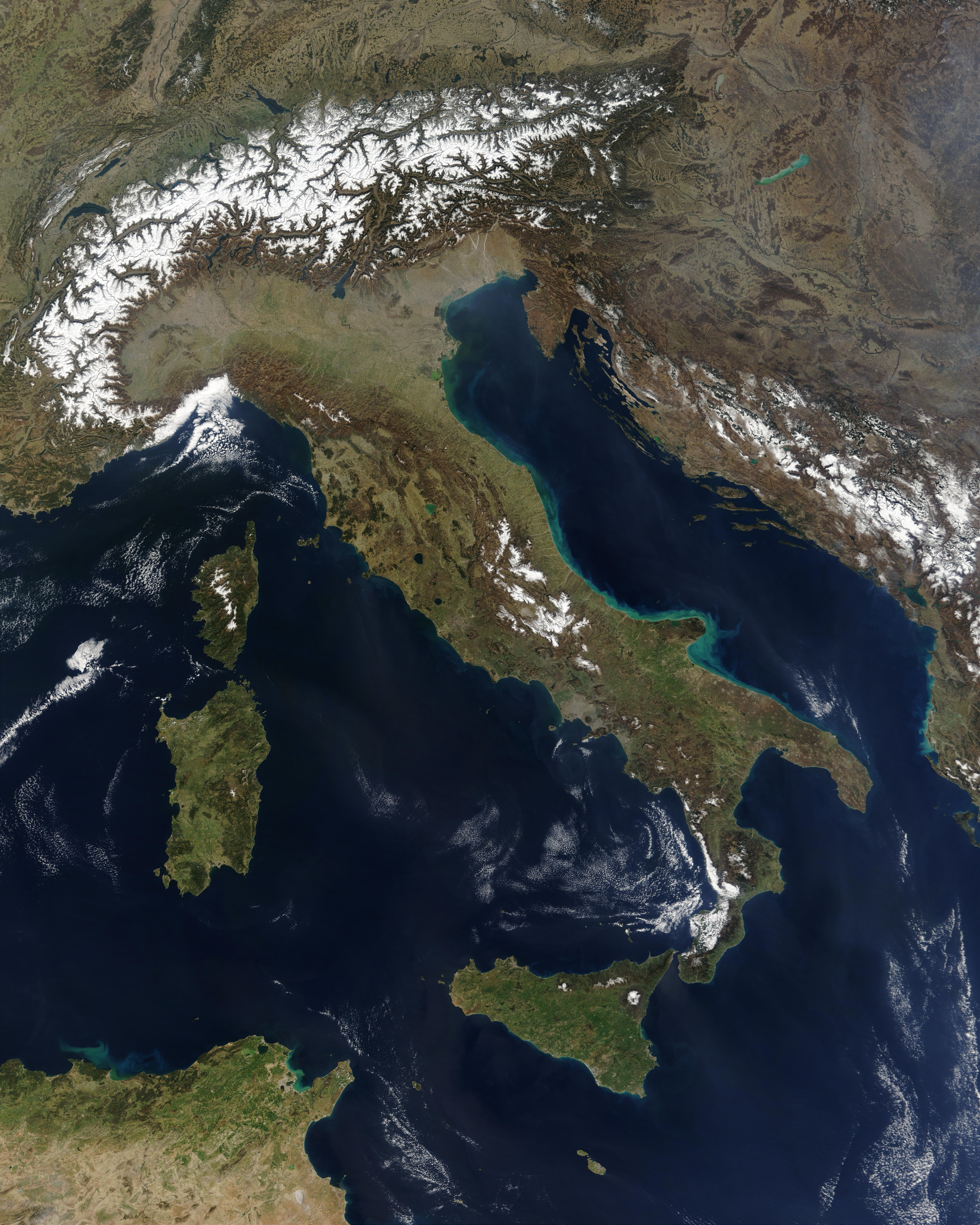
Mapa satelitarna Włoch

Włochy graniczą z następującymi państwami:
- łączna długość granic – 1932 km
- Austria – 430 km
- Słowenia – 232 km
- Szwajcaria – 740 km
- Francja – 488 km

i zawierają enklawy:
- San Marino – 39 km
- Watykan – 3,4 km.

Linia brzegowa – 4996 km

## Ukształtowanie poziome
Linia brzegowa jest dość dobrze rozwinięta. Zachodnie wybrzeże półwyspu (liguryjskie i tyrreńskie) jest rozczłonkowane wieloma zatokami (Gaecka, Neapolitańska, Salerno) i skalistymi przylądkami. Na północy i południu wybrzeże jest przeważnie górzyste, zaś w części środkowej — nizinne. Wybrzeże wschodnie, adriatyckie jest w większości wyrównane z wąskim pasem nizin nadmorskich, na południowym wschodzie leży szeroka Zatoka Tarencka i nizinny Półwysep Salentyński. Łączna powierzchnia wysp włoskich wynosi około 50 tys. km² (1/6 pow. kraju), największe z nich to Sycylia (25,4 tys. km²) i Sardynia (23,8 tys. km²). Górzysta Sycylia, oddzielona od Półwyspu Apenińskiego wąską (szerokość do 3,5 km) Cieśniną Mesyńską, stanowi przedłużenie Apeninów.

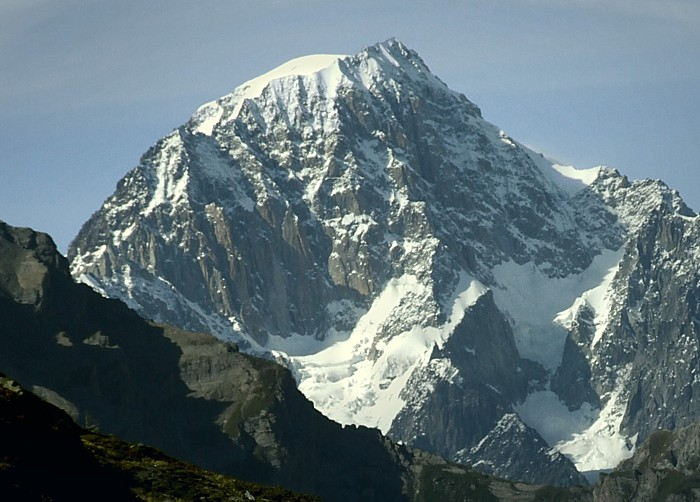
Masyw Mont Blanc

## Budowa geologiczna
Na obszarze Włoch znajdują się dwa systemy górskie. Są to Alpy na północy i Apeniny ciągnące się niemal całej długości Półwyspu Apenińskiego, którego nazwa wzięła się od tychże gór. Alpy stanowią wygięty ku północy łuk ciągnący się wzdłuż północnej granicy Włoch. Alpy Zachodnie zbudowane są ze skał krystalicznych do których należą gnejsy, łupki i granity. Górotwór ten ciągnie się niemal od samego Morza Liguryjskiego. Wschodnia część północy Włoch to Alpy Wschodnie, które są zbudowane ze skał osadowych, wapieni i dolomitów. Obszar tej części Alp ciągnie się na wschód poza granice Włoch.
Drugi ważny górotwór to stanowiące oś półwyspu Apeniny. Apeniny dzielą się na trzy części: Apeniny Północne, Środkowe i Południowe. Każda z tych części różni się budową geologiczną. Apeniny Północne zbudowane są z osadów fliszowych, Środkowe z twardych wapieni i dolomitów, zaś Południowe z wapieni, fliszu i granitów. Apeniny są górotworem alpejskim, ale są słabiej wypiętrzone. Zaliczane są do młodych gór fałdowych. Apeniny otaczają pogórza, do których należą: Subapenin Tyrreński, zbudowany z plioceńskich piasków, iłów i tufów, oraz ciągnący się po wschodniej stronie Apeninów – Subapenin Etruski, który jest silnie rozczłonkowany.
Głównym obszarem nizinnym jest Nizina Padańska, która ma postać wielkiego zapadliska tektonicznego wypełnionego osadami trzeciorzędowymi i czwartorzędowymi. W części północnej niziny, u wylotu dolin alpejskich znajdują się wzgórza morenowe, a na północnym wschodzie — wulkaniczne i wapienne.
Włoskie wyspy są obszarami górzystymi. Sycylijskie górotwory budują gnejsy, łupki krystaliczne, flisze i wapienie. Obszar Sycylii stanowi przedłużenie systemu apenińskiego. Góry Sardynii, zbudowane ze skał osadowych i granitów, są obszarami wieku hercyńskiego.
Włochy to region aktywny sejsmicznie, gdzie co jakiś czas dochodzi do trzęsień ziemi. Ponadto na terytorium Włoch występują wulkany. Do czynnych należą: Etna na Sycylii, gdzie ostatni poważny wybuch miał miejsce w zimie na przełomie 1991/1992, Vulcano leżący w archipelagu Wysp Liparyjskich i Stromboli leżący w tym samym regionie. Do słynnych stożków należy ostatni wulkan – Wezuwiusz. Jego najbardziej znana i katastrofalna zarazem erupcja miała miejsce w 79 roku n.e.

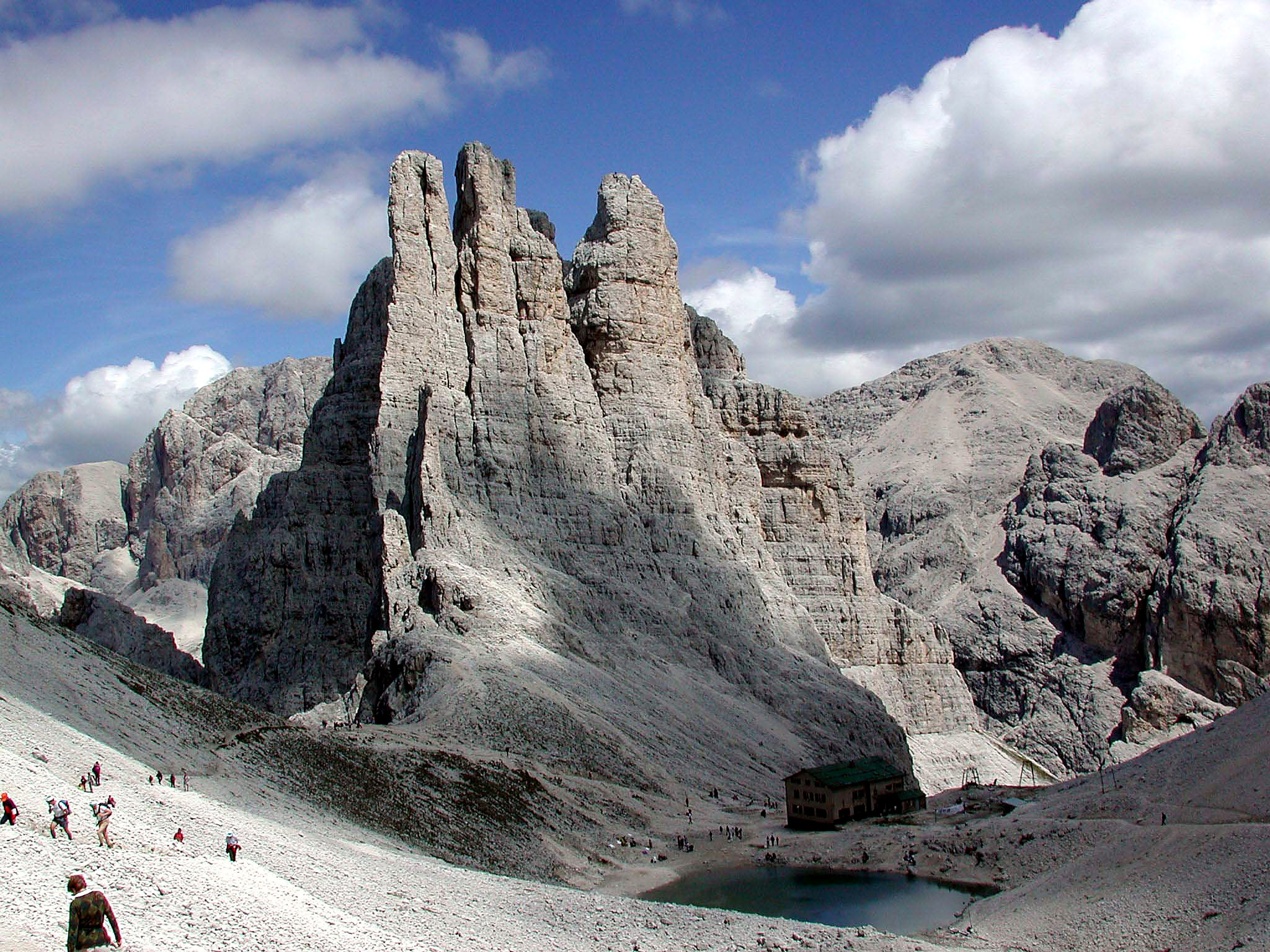
Dolomity

## Rzeźba

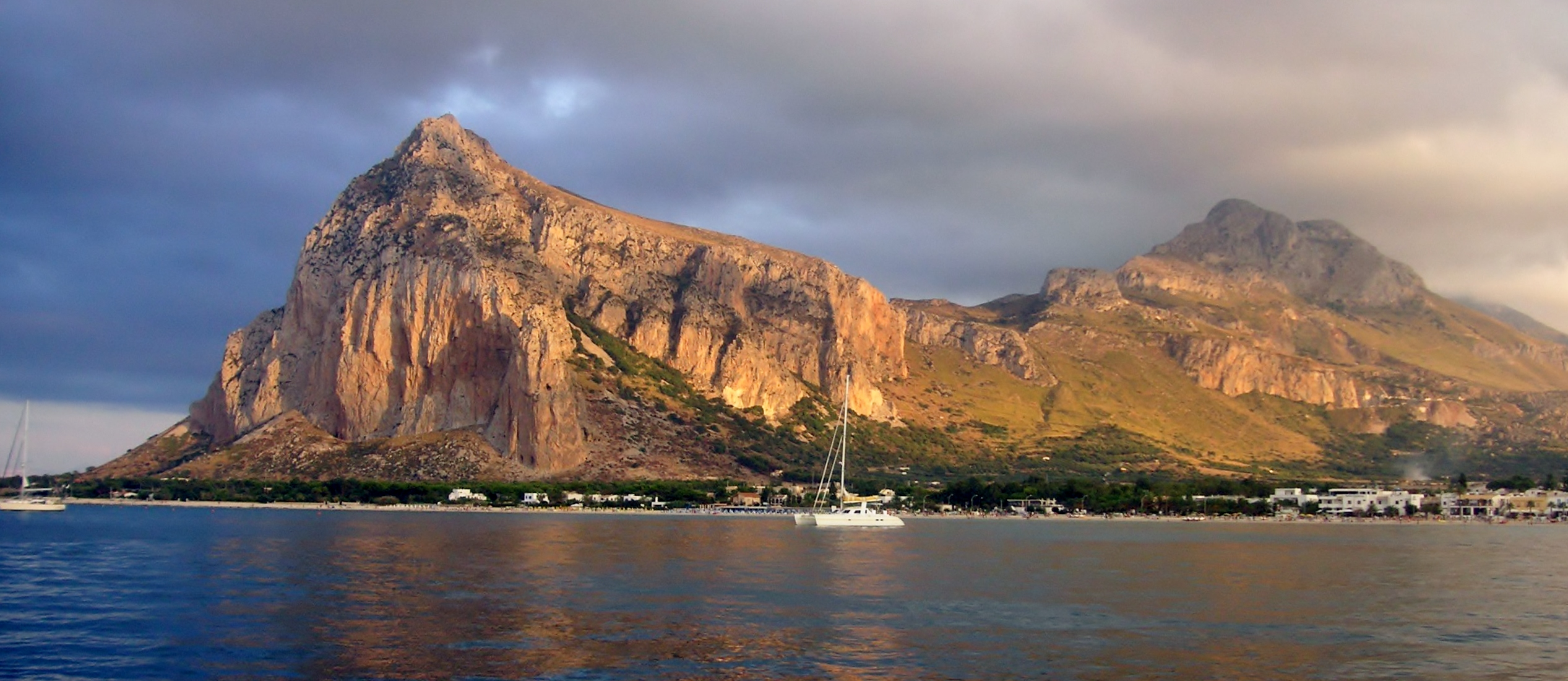
Dwa szczyty za miastem San Vito Lo Capo – górzysty krajobraz Sycylii

Włochy wraz ze swymi dwiema największymi wyspami są obszarem górzystym i wyżynnym. Góry i wyżyny — stanowią około 77% powierzchni kraju. Alpy dzielące się na Zachodnie i Wschodnie mają postać wysokogórskich masywów, których najwyższym szczytem jest Mont Blanc o wysokości około 4810 m n.p.m. Mont Blanc jest szczytem leżącym na granicy francusko-włoskiej. Alpy włoskie ciągną się wielkim łukiem, ograniczającym od zachodu i północy Nizinę Padańską i na terenie Włoch zajmują powierzchnię około 45 tys. km².
W północno-zachodniej części kraju, wzdłuż granic z Francją, znajdują się pasma Alp: Liguryjskich, Nadmorskich (Argentera – 3297 m n.p.m.), Kotyjskich z serpentynitowym masywem Monte Viso (3 841 m n.p.m.) i Graickich z masywem Gran Paradiso (4 061 m n.p.m.). Na północny zachód od Alp Graickich, między przełęczami Małą i Wielką Św. Bernarda, wznosi się wspomniany wyżej — Mont Blanc.
Na północy Włoch, na granicy ze Szwajcarią i Austrią są położone, Alpy Pennińskie (Matterhorn – 4478 m n.p.m.), Alpy Lepontyńskie, Retyckie (Piz Bernina – 4049 m n.p.m.), Alpy Zillertalskie oraz na północnym wschodzie — Alpy Karnickie. Na granicy ze Słowenią leżą Alpy Julijskie. Południowa część włoskich Alp obejmuje, znacznie niższe od krystalicznej strefy północnej, pasma górskie są to m.in. Alpy Bergamskie i Lombardzkie oraz Dolomity (Marmolada – 3342 m n.p.m.), przechodzące na południu w Alpy Weneckie. Poszczególne pasma górskie i masywy alpejskie są ograniczone głębokimi dolinami (Aosty — długość ponad 100 km, Adygi, Addy) i kotlinami (m.in. Trydencką, Bolzano). W wysokogórskiej części Alp znajdują się liczne formy rzeźby polodowcowej do której należą: cyrki lodowcowe, doliny polodowcowe, jeziora. Rzeźba ta związana jest z plejstoceńskim zlodowaceniem Alp. W południowej części Alp występuje rozwinięta rzeźba krasowa.

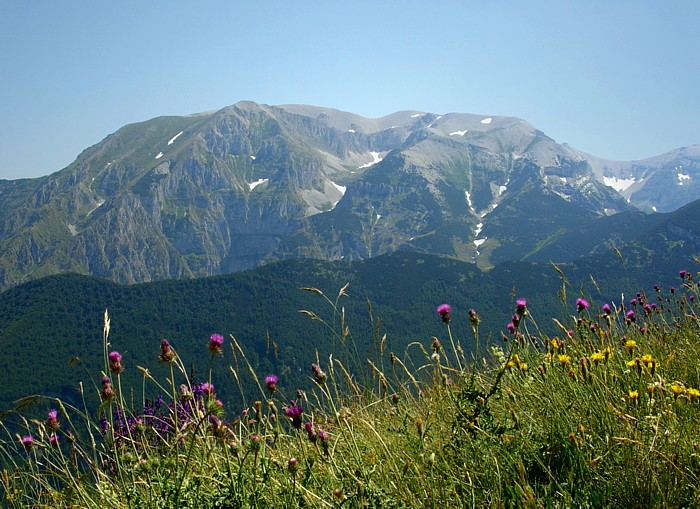
Apeniny Środkowe

Nizina Padańska jest największą niziną Włoch, a jej średnia wysokość nad poziom morza jest niższa niż 100 m. Nizina obejmuje obszar 46 tys. km² i dzieli się na: Piermoncką, Lombardzką, Wenecką i Emilańską.
Apeniny stanowią zdecydowaną większość zajmującego połowę powierzchni Włoch – Półwyspu Apenińskiego. Apeniny ciągną się na długości 1350 km przez cały półwysep, od wybrzeża Morza Liguryjskiego (gdzie łączą się z Alpami) do Cieśniny Mesyńskiej. Najwyższe są Apeniny Środkowe (Corno Grande, 2912 m n.p.m.) w których powstały rozległe, bezodpływowe kotliny krasowe.
Górzyste wyspy Włoch są zdominowane przez obszary górskie i wyżynne śródgórza, zaś tereny nizinne skupiają się jedynie na wybrzeżu. Podobnie jest zresztą w przypadku Włoch kontynentalnych, gdzie tereny nizinne poza Niziną Padańską zajmują jedynie wąski pas nadbrzeżny. Najwyższe wzniesienie Sycylii i wszystkich wysp włoskich to – Etna o wysokości 3323 m n.p.m.

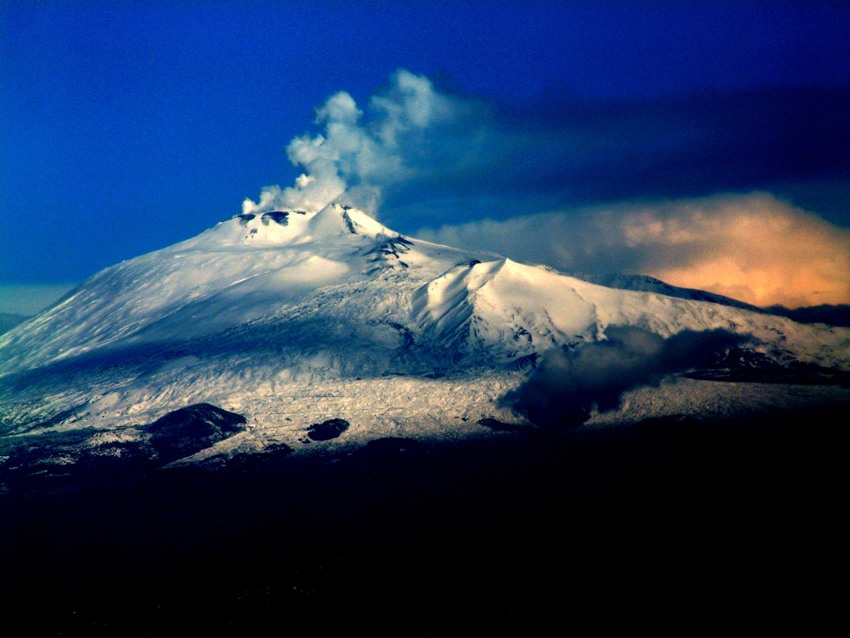
Etna

## Klimat

### Informacje ogólne
Duża rozciągłość południkowa kraju (Włochy leżą między 36° a 47°N), równoleżnikowy (Alpy) i południkowy (Apeniny) przebieg łańcuchów górskich, stanowiących bariery klimatyczne oraz bliskość Afryki powodują znaczne zróżnicowanie klimatu. Włochy niemal w całości leżą w strefie klimatu podzwrotnikowego o jego śródziemnomorskiej odmianie, wyjątek tu stanowi centralna część Niziny Padańskie, gdzie większy wpływ ma kontynentalizm. Klimat umiarkowany występuje w pasie Alp, gdzie charakterystyczną cechą jest występowanie piętrowości klimatycznej. Wysoko w Alpach panuje klimat pierw górski, w najwyższych partiach typowy klimat alpejski o cechach zbliżonych do subpolarnego. Klimat wykazuje także zróżnicowanie po obydwu stronach Apeninów. Wschodnie stoki są znacznie bardziej suche niż zachodnie. W okolicach jezior alpejskich klimat jest nieco łagodniejszy.

### Temperatury i wiatry
W regionach północnych zimy są chłodne, a lata gorące, natomiast dalej na południe klimat robi się coraz łagodniejszy. Średnia temperatura w styczniu wynosi od poniżej 0 °C w Alpach (na wysokości 2500 m n.p.m.), 0–3 °C na Nizinie Padańskiej, do 10–12 °C na południu półwyspu i wyspach. Zimny, wiejący z północy wiatr tramontana powoduje spadki temperatury do poniżej 0 °C, a nawet mrozy w całych północnych Włoszech (zwłaszcza na Nizinie Padańskiej). Na Sardynii zimą wieje północno-zachodni mistral, który obniża temperaturę powietrza. Średnia temperatura w lipcu wynosi około 20 °C na pogórzu Alp i około 5 °C na wysokości 2500 m n.p.m. 23–24 °C są notowane na Nizinie Padańskiej, wyższe wartości rzędu 26–28 °C na południu kraju. Przy napływie gorącego i suchego powietrza znad Sahary (wiatr sirocco) temperatura maksymalna wzrasta do około 40 °C. Sirocco wieje na obszarach leżących na południe od Rzymu. W Rzymie i na południe od Rzymu rocznie notuje się co najmniej 30 dni z upałami, które potęguje sirocco.

### Opady
Średnia roczna suma opadów wynosi od 500–600 mm na nizinach Sardynii, Sycylii i wschodniej części Półwyspu Apenińskiego do 2000 mm w wysokich Apeninach i 3000 mm w Alpach. Na Nizinie Padańskiej średnio w ciągu roku spada 900 mm opadów. Większość opadów przypada na okres jesienno-zimowy, w Alpach na okres letni. Zimą w górach (także na Etnie) występują opady śniegu, szczególnie obfite w Alpach, gdzie pokrywa śnieżna utrzymuje się do 5–6 miesięcy w roku. Opady śniegu w Alpach mogą zdarzyć nawet już w połowie września.

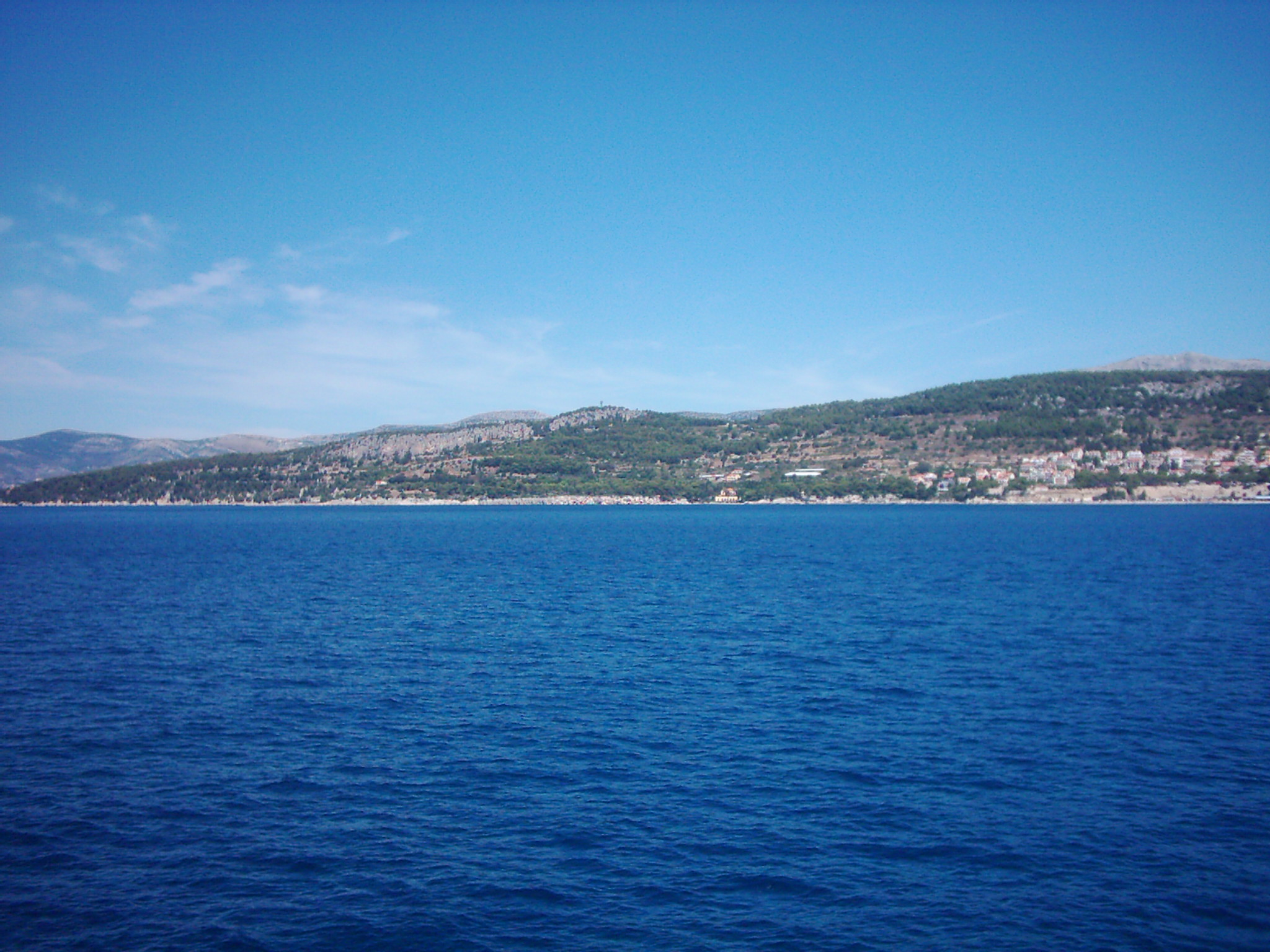
Wybrzeże nad Morzem Adriatyckim

## Wody

### Rzeki
Terytorium Włoch należy do zlewiska Morza Adriatyckiego, Tyrreńskiego oraz Liguryjskiego i Jońskiego, a także Czarnego. Sieć rzeczna Włoch jest gęsta, zwłaszcza w części północnej, odwadnianej przez Pad — najdłuższą rzekę Włoch (652 km, powierzchnia dorzecza 75 tys. km², źródła w Alpach Kotyjskich). Pad na długości około 600 km płynie przez Nizinę Padańską, gdzie jest zasilany zasobnymi w wodę dopływami alpejskimi (Ticino, Adda, Oglio i inne) oraz apenińskimi (najdłuższy Tanaro). Pad przy ujściu do Morza Adriatyckiego tworzy szybko narastającą deltę. Z Alp do Morza Adriatyckiego spływa także Adyga (długość 410 km) i Piawa. Rzeki północnych Włoch charakteryzują się wysokimi wiosennymi i jesiennymi wezbraniami, powodującymi częste, katastrofalne powodzie. W ujściowych odcinkach rzek występują powodzie spowodowane wiatrami sztormowymi. Na Półwyspie Apenińskim i wyspach rzeki są krótkie o wysokich jesienno-zimowych stanach wód i bardzo niskich w okresie letnim. Podczas lata część z nich całkowicie wysycha. Najdłuższe rzeki Półwyspu Apenińskiego to: Tyber (405 km), Arno, Reno, Ombrone i Volturno, Sycylii — Salso, Sardynii — Tirso.

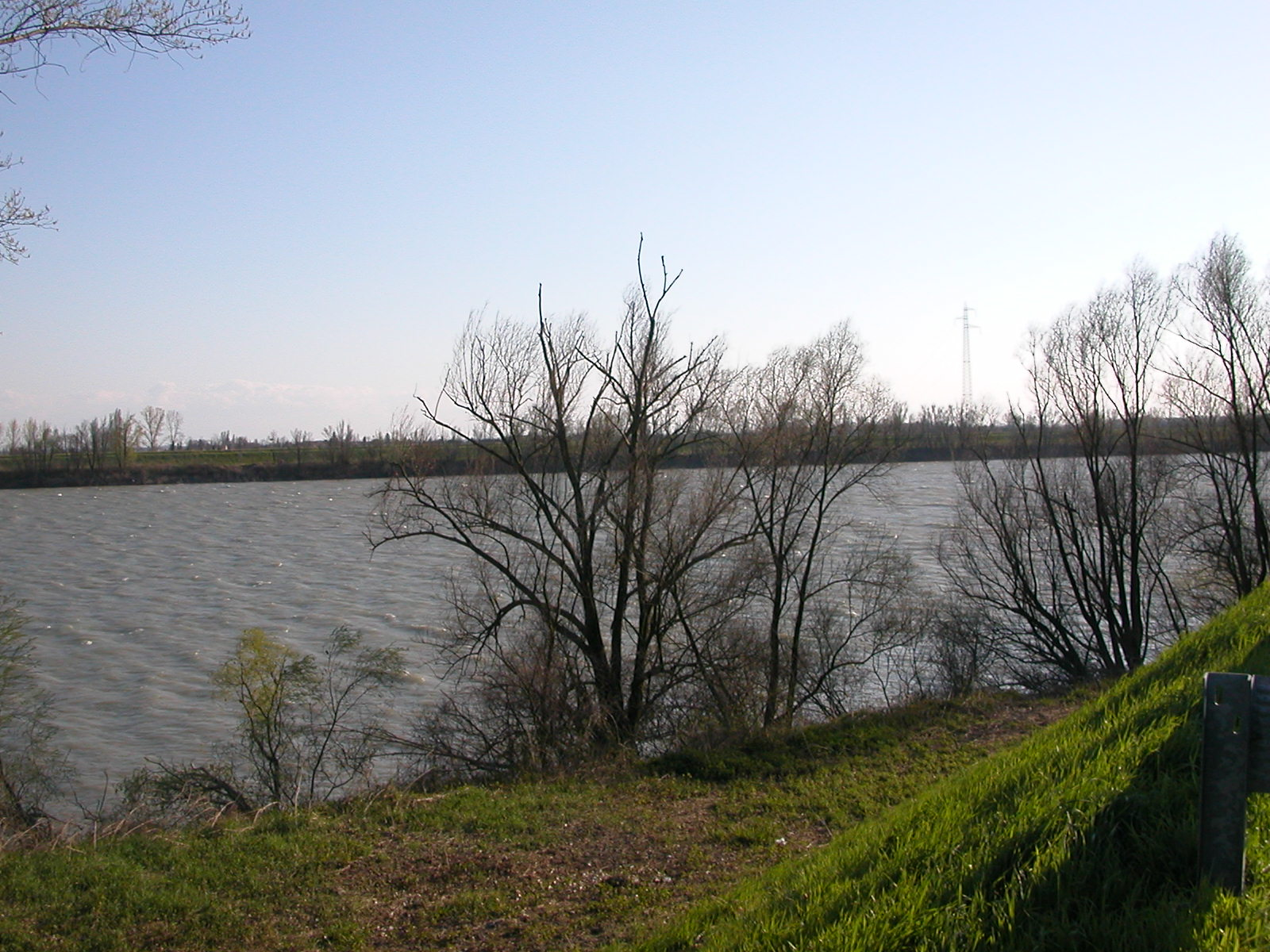
Pad

### Jeziora
Na obszarze Włoch występuje wiele różnego pochodzenia jezior. W Alpach występują liczne jeziora cyrkowe oraz duże i głębokie jeziora tektoniczno-polodowcowe, należą do nich: Garda (powierzchnia 370 km², głębokość do 346 m), Como (powierzchnia 146 km², głębokość do 410 m), Iseo oraz Maggiore i Lugano na granicy ze Szwajcarią. Na Półwyspie Apenińskim występują jeziora tektoniczne (Trazymeńskie o powierzchni 128 km²) i wulkaniczne (Bolsena o głębokości do 146 m, Bracciano, 165 m) w kalderach wygasłych wulkanów. Na wybrzeżach Półwyspu Apenińskiego i Niziny Padańskiej występują jeziora lagunowe, m.in.: Valli di Comacchio, Varano, Lesina. Włochy cechują się bogactwem wód mineralnych, zwłaszcza termalnych w górach.
Powyżej 3 200–3 500 m n.p.m. występują lodowce górskie, największe w masywach Mont Blanc, Gran Paradiso, Bernina i Cevedale (lodowiec Forni o długość 17 km). Od lat 60. XX wieku powierzchnia lodowców we włoskich górach zmniejszyła się z 527 do 370 km kwadratowych. 200 lodowców zniknęło, a największy włoski lodowiec Forni podzielił się na trzy części. Cieki wodne wypływające z Alp zasilane są głównie przez opady śniegu, a także przez lodowce. W Apeninach znaczący udział mają opady deszczu.

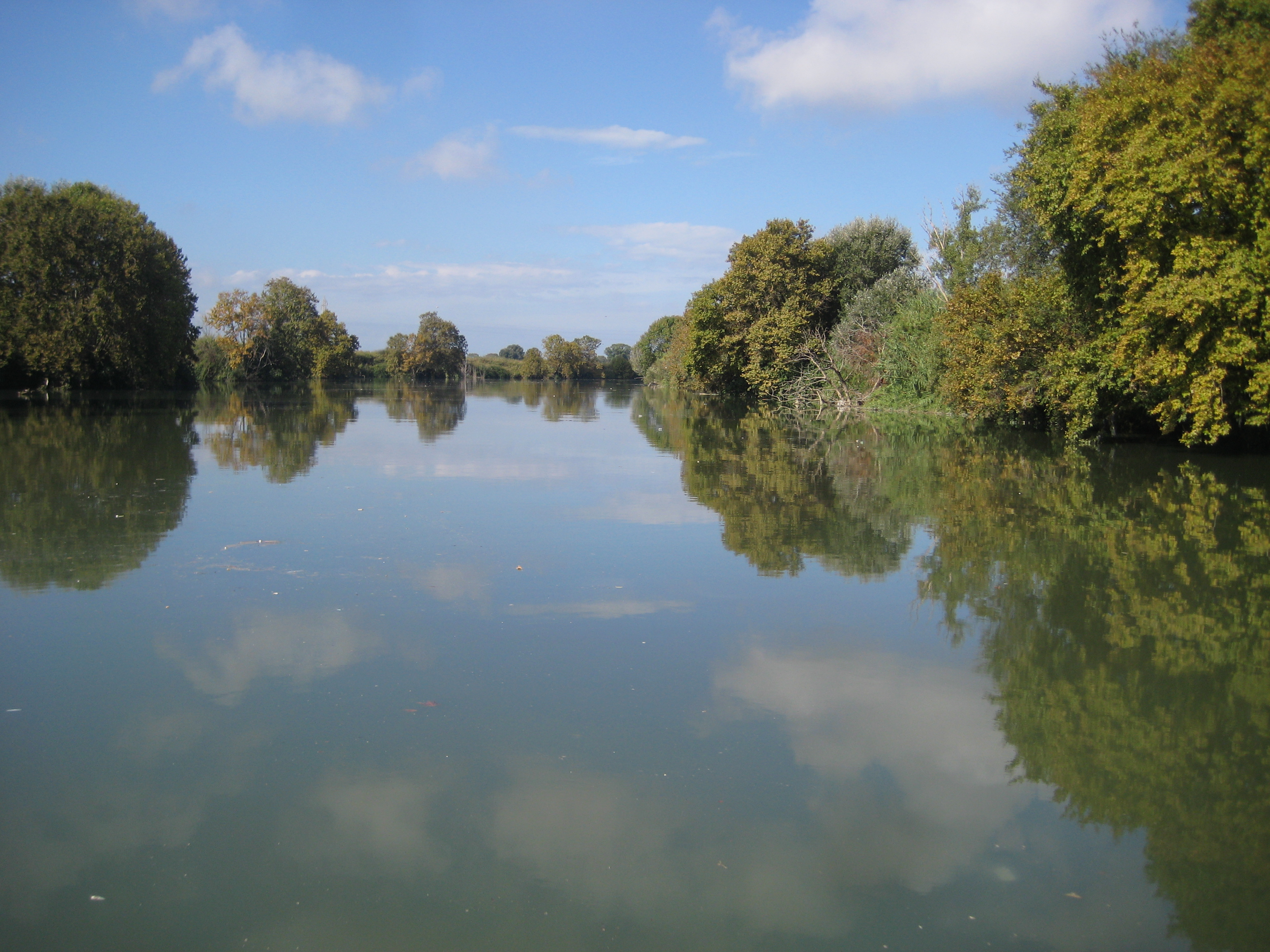
Tyber

## Gleby
Większą część powierzchni Włoch pokrywają gleby brunatne leśne, dobrze wykształcone w strefie pogórzy. Gleby kamieniste występują w górach. W kompleksie z glebami brunatnymi występują rędziny oraz słabo węglanowe, równie żyzne gleby cynamonowe. Lokalnie na bezwęglanowych zwietrzelinach wapieni w Apeninach i wybrzeżach Morza Adriatyckiego wytworzyły się typowe dla regionu śródziemnomorskiego gleby czerwone, zwane terra rosa, a w chłodniejszej strefie alpejskiej — jasnobrązowe, zw. terra fusca. Z osadami wulkanicznymi zachodniego pogórza Apeninów i wysp są związane żyzne andosole. W górskim piętrze Alp pod lasami iglastymi powstały kwaśne, kamieniste gleby bielicowe, przechodzące wyżej w litosole, rankiery i zwaliska skalne. Na Nizinie Padańskiej oprócz brunatnoziemów powszechnie występują ciężkie gleby glejowe i aluwialne. W strefie nadmorskiej miejscami występują gleby zasolone.

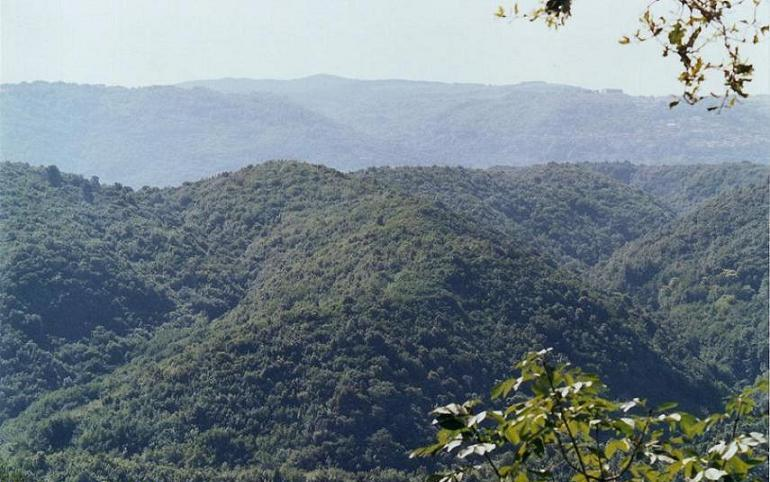
Lasy w Kalabrii

## Flora
Naturalne zbiorowiska roślinne tworzą lasy, które zajmują 33,9% powierzchni kraju. Lasy zachowały się głównie w górach. W Alpach występują piętra lasów dębowych i kasztanowych (do około 1000 m n.p.m.), bukowo-jodłowych (do 1500 m n.p.m.). Wyżej rosną lasy świerkowe i limbowo-modrzewiowe, których górna granica przebiega na około 2100 m n.p.m. Ponad strefą lasów występują subalpjeskie zarośla kosodrzewiny (we wschodniej części włoskich Alp) i różaneczników, przechodzące powyżej 2900 m n.p.m. w hale wysokogórskie. Apeniny i górzystą część wysp porastają zrzucające liście zimą, lasy dębowe i kasztanowe, a w wyższym piętrze — bukowe. Ponad granicą lasów (około 1800 m n.p.m.) w Apeninach występują łąki typu alpejskiego. Miejsce wytrzebionych lasów z dębem ostrolistnym i korkowym, sosną alpejską oraz pinią, na obszarach pogórzy i wybrzeżach, zajęły zbiorowiska śródziemnomorskie makii. Obszary roślinności twardolistnej we Włoszech złożone są z wiecznie zielonych, twardolistnych krzewów (m.in. mirt, wawrzyn, rozmaryn). Na Nizinie Padańskiej powszechne są uprawy. Na terenach nadmorskich często spotykane są palmowate.

## Fauna
Fauna należy do Regionu Śródziemnomorskiego, a wyjątek stanowią Alpy na północy Włoch gdzie występują gatunki charakterystyczne dla górskich lasów w Europie środkowej. Fauna we Włoszech jest uboga pod względem liczby sztuk. Duże ssaki jak wilki, niedźwiedzie i dziki żyjące w Alpach na północy Włoch występują w bardzo małych ilościach. W Alpach na północy Włoch żyją koziorożce i kozice. Rzadziej spotyka się tam daniela lub muflona. Bogaty gatunkowo i pod względem liczby sztuk jest jedynie świat ptaków i ssaków. Z ptaków dla Włoch charakterystyczne są kruki i jaskółki.
Zachowane naturalne zbiorowiska roślinne i zwierzęce i formy krajobrazu są chronione w rezerwatach i parkach narodowych. Łączna powierzchnia terenów chronionych wynosi 57,2 tys. km²; największe parki narodowe to: Gran Paradiso (założone w 1922 — najstarszy w kraju, powierzchnia 70 200 ha) w Alpach Graickich, Stelvio w Alpach Retyckich i Abruzzo w Apeninach.